# Xenophilie
Die Xenophilie (von altgriechisch ξένος xénos „fremd, Fremder“, und von „-philie“) bezeichnet eine persönliche oder kollektive Vorliebe für fremde, unbekannte Dinge und Menschen. Der Duden definiert xenophil als bildungssprachlich „allem Fremden, allen Fremden gegenüber positiv eingestellt, aufgeschlossen“.
Nach dem Institut für Interkulturelle Kompetenz und Didaktik ist Xenophilie eine Präferenz, die wie ihr Gegensatz Xenophobie darauf basiert, „dass Menschen ihr Umfeld in Kategorien einteilen und auf dieser Basis Entscheidungen treffen und Einschätzungen über Personen abgeben“. In den Sozialwissenschaften definierte Gerhard Maletzke xenophil, diejenigen „Stämme, Völker, Nationen, die Fremden freundlich und aufgeschlossen begegnen, während xenophobe Gruppen allen Fremden misstrauisch, ablehnend, feindlich gegenüberstehen“ und zur Abschottung neigen.
Peter Sloterdijk sagte in seinem Vortrag Tractatus philosophico-touristicus, dass „die Positivität des Vorurteils“ gleichsam eine „natürliche Disposition für neophile, das heißt neuigkeitsfreundliche, und xenophile, fremden- und fremdheitsfreundliche Wahrnehmungsweisen und Wertungen“ biete. Dies seien Eigenschaften, von denen man behaupten dürfe, dass „von ihnen aufs ganze gesehen zivilisierende Wirkungen ausgehen“. Man dürfe „daher die Neophilie und Xenophilie als protodemokratische Tugenden würdigen.“ Der heutige Massentourismus sei, so sehr er ästhetisch und moralisch oft missfalle, „als eine Praxis der bedingten Xenophilie zu bezeichnen“.